# Flashpoint Productions
Flashpoint Productions, пізніше відома як MediaTech West (також відома як Bethesda West )  була розробником відеоігор в Олімпії, штат Вашингтон.

## Історія
Заснована Брентом Еріксоном в Юті в 1992 році  У липні 1994 року компанія переїхала з Юти в Лейсі і на той час мала 18 співробітників. Фірма створила музичні партитури, які використовуються в мережевих новинних шоу та Entertainment Tonight.
У 1995 році компанія була продана Media Technology/Bethesda Softworks  яка, на думку Еріксона, поділяла його філософію. У результаті Брент став директором з розвитку Bethesda.
Як Bethesda West, компанія розробила ігри IHRA Drag Racing.

## Ігри, розроблені або розроблені спільно
| Рік  | Назва                                                          | Платформа(и)                  | Видавець                            |
| ---- | -------------------------------------------------------------- | ----------------------------- | ----------------------------------- |
| 1994 | Ноктрополіс                                                    | MS-DOS, Windows, Linux, macOS | Electronic Arts, Night Dive Studios |
| 1995 | Журнал Golf: 36 Great Holes з Фредом Кауплзом у головних ролях | 32X                           | Sega                                |
| 1995 | PBA боулінг                                                    | вікна                         | Bethesda Softworks                  |
| 1996 | The Elder Scrolls II: Daggerfall                               | MS-DOS                        | Bethesda Softworks                  |
| 1996 | Skynet                                                         | MS-DOS                        | Bethesda Softworks                  |
| 1997 | XCar: Експериментальні гонки                                   | DOS                           | Bethesda Softworks                  |
| 1998 | Burnout Championship Drag Racing                               | MS-DOS                        | Bethesda Softworks                  |